# Världscupen i alpin skidåkning 1980/1981
Världscupen i alpin skidåkning 1980/1981 inleddes i Val d'Isère den 3 december 1980 för damerna och den 7 december 1980 för herrarna. Säsongen avslutades 28 mars 1981 i Laax. Vinnare av totala världscupen blev Marie-Therese Nadig och Phil Mahre.

## Tävlingskalender

### Herrar

#### Störtlopp
| Datum            | Ort                                   | Etta                          | Tvåa                          | Trea                               |
| ---------------- | ------------------------------------- | ----------------------------- | ----------------------------- | ---------------------------------- |
| 7 december 1980  | Val d’Isère (Frankrike)               | Uli Spieß (Österrike)         | Ken Read (Kanada)             | Steve Podborski (Kanada)           |
| 14 december 1980 | Val Gardena (Italien)                 | Peter Müller (Schweiz)        | Harti Weirather (Österrike)   | Steve Podborski (Kanada)           |
| 15 december 1980 | Val Gardena (Italien)                 | Harti Weirather (Österrike)   | Uli Spieß (Österrike)         | Peter Müller (Schweiz)             |
| 21 december 1980 | Sankt Moritz (Schweiz)                | Steve Podborski (Kanada)      | Peter Wirnsberger (Österrike) | Peter Müller (Schweiz)             |
| 10 januari 1981  | Garmisch-Partenkirchen (Västtyskland) | Steve Podborski (Kanada)      | Peter Müller (Schweiz)        | Harti Weirather (Österrike)        |
| 17 januari 1981  | Kitzbühel (Österrike)                 | Steve Podborski (Kanada)      | Peter Müller (Schweiz)        | Peter Wirnsberger (Österrike)      |
| 24 januari 1981  | Wengen (Schweiz)                      | Toni Bürgler (Schweiz)        | Harti Weirather (Österrike)   | Steve Podborski (Kanada)           |
| 31 januari 1981  | Sankt Anton am Arlberg (Österrike)    | Harti Weirather (Österrike)   | Peter Wirnsberger (Österrike) | Steve Podborski (Kanada)           |
| 5 mars 1981      | Aspen (USA)                           | Sovjetunionen (Sovjetunionen) | Harti Weirather (Österrike)   | Gerhard Pfaffenbichler (Österrike) |
| 6 mars 1981      | Aspen (USA)                           | Harti Weirather (Österrike)   | Steve Podborski (Kanada)      | Franz Heinzer (Schweiz)            |

#### Storslalom
| Datum            | Ort                            | Etta                            | Tvåa                                                       | Trea                        |
| ---------------- | ------------------------------ | ------------------------------- | ---------------------------------------------------------- | --------------------------- |
| 10 december 1980 | Madonna di Campiglio (Italien) | Ingemar Stenmark (Sverige)      | Sovjetunionen (Sovjetunionen)                              | Gerhard Jäger (Österrike)   |
| 4 januari 1981   | Ebnat-Kappel (Schweiz)         | Christian Orlainsky (Österrike) | Hans Enn (Österrike)                                       | Jean-Luc Fournier (Schweiz) |
| 6 januari 1981   | Morzine (Frankrike)            | Ingemar Stenmark (Sverige)      | Joël Gaspoz (Schweiz)                                      | Bojan Križaj (Jugoslavien)  |
| 26 januari 1981  | Adelboden (Schweiz)            | Ingemar Stenmark (Sverige)      | Christian Orlainsky (Österrike) Bojan Križaj (Jugoslavien) |                             |
| 3 februari 1981  | Schladming (Österrike)         | Ingemar Stenmark (Sverige)      | Hans Enn (Österrike)                                       | Jean-Luc Fournier (Schweiz) |
| 11 februari 1981 | Voss (Norge)                   | Ingemar Stenmark (Sverige)      | Sovjetunionen (Sovjetunionen)                              | Bruno Nockler (Italien)     |
| 14 februari 1981 | Åre (Sverige)                  | Ingemar Stenmark (Sverige)      | Sovjetunionen (Sovjetunionen)                              | Phil Mahre (USA)            |
| 7 mars 1981      | Aspen (USA)                    | Phil Mahre (USA)                | Ingemar Stenmark (Sverige)                                 | Steve Mahre (USA)           |
| 14 mars 1981     | Furano (Japan)                 | Sovjetunionen (Sovjetunionen)   | Gerhard Jäger (Österrike)                                  | Ingemar Stenmark (Sverige)  |
| 24 mars 1981     | Borovets (Bulgarien)           | Sovjetunionen (Sovjetunionen)   | Ingemar Stenmark (Sverige)                                 | Joël Gaspoz (Schweiz)       |
| 28 mars 1981     | Laax (Schweiz)                 | Sovjetunionen (Sovjetunionen)   | Phil Mahre (USA)                                           | Ingemar Stenmark (Sverige)  |

#### Slalom
| Datum            | Ort                                   | Etta                          | Tvåa                          | Trea                            |
| ---------------- | ------------------------------------- | ----------------------------- | ----------------------------- | ------------------------------- |
| 9 december 1980  | Madonna di Campiglio (Italien)        | Ingemar Stenmark (Sverige)    | Paul Frommelt (Liechtenstein) | Bojan Križaj (Jugoslavien)      |
| 11 januari 1981  | Garmisch-Partenkirchen (Västtyskland) | Steve Mahre (USA)             | Petar Popangelov (Bulgarien)  | Paul Frommelt (Liechtenstein)   |
| 13 januari 1981  | Oberstaufen (Västtyskland)            | Paul Frommelt (Liechtenstein) | Ingemar Stenmark (Sverige)    | Steve Mahre (USA)               |
| 18 januari 1981  | Kitzbühel (Österrike)                 | Ingemar Stenmark (Sverige)    | Sovjetunionen (Sovjetunionen) | Christian Orlainsky (Österrike) |
| 25 januari 1981  | Wengen (Schweiz)                      | Bojan Križaj (Jugoslavien)    | Marc Girardelli (Luxemburg)   | Ingemar Stenmark (Sverige)      |
| 1 februari 1981  | Sankt Anton am Arlberg (Österrike)    | Ingemar Stenmark (Sverige)    | Phil Mahre (USA)              | Jarle Halsnes (Norge)           |
| 8 februari 1981  | Oslo (Norge)                          | Ingemar Stenmark (Sverige)    | Bengt Fjällberg (Sverige)     | Sovjetunionen (Sovjetunionen)   |
| 15 februari 1981 | Åre (Sverige)                         | Phil Mahre (USA)              | Ingemar Stenmark (Sverige)    | Franz Gruber (Österrike)        |
| 15 mars 1981     | Furano (Japan)                        | Phil Mahre (USA)              | Bojan Križaj (Jugoslavien)    | Ingemar Stenmark (Sverige)      |
| 25 mars 1981     | Borovets (Bulgarien)                  | Sovjetunionen (Sovjetunionen) | Steve Mahre (USA)             | Phil Mahre (USA)                |

#### Alpin kombination
| Datum                      | Ort                                                       | Etta                           | Tvåa                       | Trea                           |
| -------------------------- | --------------------------------------------------------- | ------------------------------ | -------------------------- | ------------------------------ |
| 9, 14 december 1980        | Madonna di Campiglio / Val Gardena (Italien)              | Peter Müller (Schweiz)         | Leonhard Stock (Österrike) | Andreas Wenzel (Liechtenstein) |
| 4 januari 1981             | Ebnat-Kappel (Schweiz)                                    | Andreas Wenzel (Liechtenstein) | Hans Enn (Österrike)       | Phil Mahre (USA)               |
| 6, 10 januari 1981         | Morzine / Garmisch-Partenkirchen (Frankrike/Västtyskland) | Phil Mahre (USA)               | Peter Müller (Schweiz)     | Andreas Wenzel (Liechtenstein) |
| 17 januari 1981            | Oberstaufen (Västtyskland)                                | Phil Mahre (USA)               | Steve Mahre (USA)          | Ingemar Stenmark (Sverige)     |
| 31 januari-1 februari 1981 | Sankt Anton am Arlberg (Österrike)                        | Phil Mahre (USA)               | Herbert Plank (Italien)    | Herbert Renoth (Västtyskland)  |

### Damer

#### Störtlopp
| Datum            | Ort                         | Etta                             | Tvåa                               | Trea                             |
| ---------------- | --------------------------- | -------------------------------- | ---------------------------------- | -------------------------------- |
| 3 december 1980  | Val d’Isère (Frankrike)     | Marie-Theres Nadig (Schweiz)     | Kathy Kreiner (Kanada)             | Irene Epple (Västtyskland)       |
| 12 december 1980 | Piancavallo (Italien)       | Marie-Theres Nadig (Schweiz)     | Torill Fjeldstad (Norge)           | Doris De Agostini (Schweiz)      |
| 17 december 1980 | Altenmarkt (Österrike)      | Jana Šoltýsová (Tjeckoslovakien) | Doris De Agostini (Schweiz)        | Torill Fjeldstad (Norge)         |
| 8 januari 1981   | Pfronten (Västtyskland)     | Cornelia Pröll (Österrike)       | Doris De Agostini (Schweiz)        | Holly Flanders (USA)             |
| 12 januari 1981  | Schruns (Österrike)         | Doris De Agostini (Schweiz)      | Cindy Nelson (USA)                 | Irene Epple (Västtyskland)       |
| 19 januari 1981  | Crans-Montana (Schweiz)     | Marie-Theres Nadig (Schweiz)     | Doris De Agostini (Schweiz)        | Christa Kinshofer (Västtyskland) |
| 28 januari 1981  | Megève (Frankrike)          | Doris De Agostini (Schweiz)      | Marie-Theres Nadig (Schweiz)       | Torill Fjeldstad (Norge)         |
| 29 januari 1981  | Megève (Frankrike)          | Marie-Theres Nadig (Schweiz)     | Doris De Agostini (Schweiz)        | Cornelia Pröll (Österrike)       |
| 8 februari 1981  | Haus im Ennstal (Österrike) | Gerry Sorensen (Kanada)          | Irene Epple (Västtyskland)         | Cornelia Pröll (Österrike)       |
| 6 mars 1981      | Aspen (USA)                 | Elisabeth Kirchler (Österrike)   | Regine Mösenlechner (Västtyskland) | Cindy Nelson (USA)               |

#### Storslalom
| Datum            | Ort                       | Etta                         | Tvåa                             | Trea                             |
| ---------------- | ------------------------- | ---------------------------- | -------------------------------- | -------------------------------- |
| 4 december 1980  | Val d’Isère (Frankrike)   | Irene Epple (Västtyskland)   | Perrine Pelen (Frankrike)        | Christa Kinshofer (Västtyskland) |
| 8 december 1980  | Limone Piemonte (Italien) | Marie-Theres Nadig (Schweiz) | Daniela Zini (Italien)           | Fabienne Serrat (Frankrike)      |
| 20 januari 1981  | Haute-Nendaz (Schweiz)    | Tamara McKinney (USA)        | Hanni Wenzel (Liechtenstein)     | Irene Epple (Västtyskland)       |
| 24 januari 1981  | Les Gets (Frankrike)      | Tamara McKinney (USA)        | Christa Kinshofer (Västtyskland) | Hanni Wenzel (Liechtenstein)     |
| 4 februari 1981  | Zwiesel (Västtyskland)    | Maria Epple (Västtyskland)   | Christa Kinshofer (Västtyskland) | Tamara McKinney (USA)            |
| 10 februari 1981 | Maribor (Jugoslavien)     | Marie-Theres Nadig (Schweiz) | Maria Epple (Västtyskland)       | Irene Epple (Västtyskland)       |
| 28 februari 1981 | Waterville Valley (USA)   | Tamara McKinney (USA)        | Erika Hess (Schweiz)             | Cindy Nelson (USA)               |
| 8 mars 1981      | Aspen (USA)               | Tamara McKinney (USA)        | Erika Hess (Schweiz)             | Wanda Bieler (Italien)           |
| 13 mars 1981     | Furano (Japan)            | Marie-Theres Nadig (Schweiz) | Hanni Wenzel (Liechtenstein)     | Christin Cooper (USA)            |
| 24 mars 1981     | Wangs-Pizol (Schweiz)     | Erika Hess (Schweiz)         | Christin Cooper (USA)            | Hanni Wenzel (Liechtenstein)     |

#### Slalom
| Datum            | Ort                      | Etta                        | Tvåa                             | Trea                         |
| ---------------- | ------------------------ | --------------------------- | -------------------------------- | ---------------------------- |
| 13 december 1980 | Piancavallo (Italien)    | Fabienne Serrat (Frankrike) | Erika Hess (Schweiz)             | Maria Rosa Quario (Italien)  |
| 18 december 1980 | Altenmarkt (Österrike)   | Perrine Pelen (Frankrike)   | Christa Kinshofer (Västtyskland) | Daniela Zini (Italien)       |
| 21 december 1980 | Bormio (Italien)         | Perrine Pelen (Frankrike)   | Sovjetunionen (Sovjetunionen)    | Erika Hess (Schweiz)         |
| 13 januari 1981  | Schruns (Österrike)      | Erika Hess (Schweiz)        | Claudia Giordani (Italien)       | Tamara McKinney (USA)        |
| 18 januari 1981  | Crans-Montana (Schweiz)  | Erika Hess (Schweiz)        | Christin Cooper (USA)            | Hanni Wenzel (Liechtenstein) |
| 31 januari 1981  | Les Diablerets (Schweiz) | Erika Hess (Schweiz)        | Christin Cooper (USA)            | Daniela Zini (Italien)       |
| 3 februari 1981  | Zwiesel (Västtyskland)   | Erika Hess (Schweiz)        | Daniela Zini (Italien)           | Christin Cooper (USA)        |
| 15 mars 1981     | Furano (Japan)           | Erika Hess (Schweiz)        | Christin Cooper (USA)            | Maria Epple (Västtyskland)   |
| 25 mars 1981     | Wangs-Pizol (Schweiz)    | Erika Hess (Schweiz)        | Daniela Zini (Italien)           | Maria Walliser (Schweiz)     |

#### Alpin kombination
| Datum               | Ort                                     | Etta                             | Tvåa                        | Trea                             |
| ------------------- | --------------------------------------- | -------------------------------- | --------------------------- | -------------------------------- |
| 3-4 december 1980   | Val d’Isère (Frankrike)                 | Marie-Theres Nadig (Schweiz)     | Irene Epple (Västtyskland)  | Christa Kinshofer (Västtyskland) |
| 8, 12 december 1980 | Limone Piemonte / Piancavallo (Italien) | Marie-Theres Nadig (Schweiz)     | Fabienne Serrat (Frankrike) | Erika Hess (Schweiz)             |
| 18-19 januari 1981  | Crans-Montana (Schweiz)                 | Christa Kinshofer (Västtyskland) | Erika Hess (Schweiz)        | Christin Cooper (USA)            |
| 27 januari 1981     | Les Gets (Frankrike)                    | Hanni Wenzel (Liechtenstein)     | Tamara McKinney (USA)       | Marie-Theres Nadig (Schweiz)     |
| 3, 8 februari 1981  | Zwiesel / Pfronten (Västtyskland)       | Hanni Wenzel (Liechtenstein)     | Maria Walliser (Schweiz)    | Christin Cooper (USA)            |

## Slutplacering damer
| Placering | Namn               | Land          | Total Poäng | Störtlopp | Storslalom | Slalom | Kombination |
| --------- | ------------------ | ------------- | ----------- | --------- | ---------- | ------ | ----------- |
| 1         | Marie-Theres Nadig | Schweiz       | 289         | 120       | 97         | 7      | 65          |
| 2         | Erika Hess         | Schweiz       | 251         | 5         | 78         | 125    | 43          |
| 3         | Hanni Wenzel       | Liechtenstein | 241         | 42        | 78         | 59     | 62          |
| 4         | Christin Cooper    | USA           | 198         | 2         | 69         | 86     | 41          |
| 5         | Irene Epple        | Västtyskland  | 181         | 71        | 78         | 1      | 31          |
| 6         | Tamara McKinney    | USA           | 176         | 0         | 102        | 52     | 22          |
|           | Perrine Pelen      | Frankrike     | 176         | 0         | 60         | 81     | 35          |
| 8         | Cindy Nelson       | USA           | 168         | 60        | 48         | 29     | 31          |
| 9         | Christa Kinshofer  | Västtyskland  | 165         | 21        | 63         | 29     | 52          |
| 10        | Fabienne Serrat    | Frankrike     | 149         | 0         | 45         | 63     | 41          |

## Slutplacering herrar
| Placering | Namn                | Land          | Total Poäng | Störtlopp | Storslalom | Slalom | Kombination |
| --------- | ------------------- | ------------- | ----------- | --------- | ---------- | ------ | ----------- |
| 1         | Phil Mahre          | USA           | 266         | 10        | 84         | 97     | 75          |
| 2         | Ingemar Stenmark    | Sverige       | 260         | 0         | 125        | 120    | 15          |
| 3         | Alexander Zhirov    | Sovjetunionen | 185         | 0         | 115        | 70     | 0           |
| 4         | Steve Mahre         | USA           | 155         | 0         | 46         | 80     | 29          |
| 5         | Peter Müller        | Schweiz       | 140         | 95        | 0          | 0      | 45          |
| 6         | Bojan Križaj        | Jugoslavien   | 137         | 0         | 40         | 80     | 17          |
| 7         | Andreas Wenzel      | Liechtenstein | 130         | 9         | 38         | 28     | 55          |
| 8         | Harti Weirather     | Österrike     | 115         | 115       | 0          | 0      | 0           |
| 9         | Steve Podborski     | Kanada        | 110         | 110       | 0          | 0      | 0           |
| 10        | Christian Orlainsky | Österrike     | 105         | 0         | 61         | 44     | 0           |